# Saxifraga hyperborea
Saxifraga hyperborea — вид трав'янистих рослин родини Ломикаменеві (Saxifragaceae), який зростає в арктичних зонах Євразії й Північної Америки. Етимологія: грец. υπερβορεοϛ — «з крайньої півночі».

## Таксономічні примітки
S. hyperborea відрізняється від S. rivularis крихітними розмірами, відсутністю підземних пагонів. Ці відмінності (крім пагонів) не завжди очевидні.

## Опис
Це багаторічні поодинокі або килимотвірні трав'янисті рослини (зазвичай повністю лілові, іноді зелені). Не мають ні столонів ні кореневищ, лише каудекс. Листки прикореневі й стеблові (яких 1–3; вони відрізняються від прикореневих меншими розмірами). Черешки (2)5–35 мм. Листові пластини (2)3–5(7)-лопатеві (лопаті закруглені) (0.3)0.6–1.0(1.2) см, тонкі або злегка м'ясиста, краї цілі, голі або з рідкісними, довгими, залозистими волосками.
Суцвіття 2–5-квіткові, іноді квіти поодинокі, на кінцях квіткових стебел. Квіти радіально симетричні, складаються з 5 вільних чашолистків і пелюсток. Чашолистки випростані, широкояйцевиді, тупі, 1–2 × 0.8–1.8 мм, з залозистими волосками, зелені або мають червонуватий відтінок. Пелюстки багрові або білі, довгасті, 3–5 × 1.3–1.8 мм. Тичинок 10. Плоди — коробочки з численним насінням.

## Відтворення
Статеве розмноження насінням; немає вегетативного розмноження. Передбачається, що цей вид в основному самозапилюється. Насіння численне. Капсули мають горішній отвір, який гарантує, що насіння розсіюється тільки при певній швидкості вітру. Поширення насіння часто відбувається після першого снігопаду, що збільшує відстань поширення по гладкій поверхні. Насіння також розсіюється водою і тваринами, наприклад, гусами.

## Поширення
Північна Америка (Ґренландія, Канада, схід США), Євразія (Фарерські острови, північ Норвегії [вкл. Шпіцберген], арктична Росія).
Населяє мокру тундру, відкритий гравій та мул, краї потоків і озер, снігопокривні площі, тінисті яри й скелі, просочування під камінням, мулисті й гравійні узбережжя.